# Roberts Krūzbergs
Roberts Krūzbergs est un patineur de vitesse sur piste courte letton.

## Biographie
Son entraîneur est son grand frère, Karlis Kruzbergs, avec Jekabs Saulitis entraînant l'équipe nationale en parallèle.
En 2019, il est treizième aux championnats du monde du 1000 mètres.
Il participe aux épreuves de patinage de vitesse sur piste courte aux Jeux olympiques de 2022 sur le 1000 mètres.